# Plenty River (Derwent River)
Der Plenty River ist ein Fluss im Süden des australischen Bundesstaates Tasmanien.

## Geografie

### Flusslauf
Der etwas mehr als 38 Kilometer lange Plenty River entspringt an den Südwesthängen des Mount Styx, nordöstlich des Southwest-Nationalparks. Von dort fließt er nach Osten und Nordosten um den Berg herum und dann weiter nach Nordosten bis zu seiner Mündung in den Derwent River bei der Siedlung Plenty.

### Nebenflüsse mit Mündungshöhen
Er hat folgende Nebenflüsse:
- Stony Creek – 396 m
- Puzzle River – 353 m